# Mus pahari
Mus pahari is een knaagdier uit het geslacht Mus dat voorkomt in de bergen van Noordoost-India, Bhutan, Noord-Myanmar, Zuid-China (Zuidoost-Tibet, Yunnan, Zuid-Sichuan, Guizhou en Guangxi), Thailand, Zuidwest-Cambodja, Laos en Noord- en Midden-Vietnam. Deze soort is het nauwst verwant aan de andere soorten van het ondergeslacht Coelomys. Er zijn Midden- tot Laat-Pleistocene fossielen bekend uit Thailand, Guangxi, Sichuan en Guizhou. Op dit dier komt een onbeschreven soort van het luizengeslacht Hoplopleura voor.
Deze soort heeft een blauwgrijze rug en een zilverkleurige onderkant. Dit dier heeft kleine ogen en korte oren. Door sommige auteurs zijn twee nauwelijks verschillende ondersoorten gebruikt, namelijk M. p. gairdneri in Vietnam, Laos en Thailand en M. p. pahari in Myanmar, China, India en Bhutan. M. p. gairdneri heeft altijd een stekelige vacht, een kenmerk dat variabel is bij M. p. pahari. Sommige exemplaren van M. p. pahari hebben een brons- of okerkleurige tint in de buikvacht. Het karyotype bedraagt 2n=48, FN=48.
In onderstaande tabel zijn de maten van beide ondersoorten apart opgenomen. De gegeven maten zijn gemiddelden. De gegevens komen uit de literatuur. Alle maten, behalve gewicht in gram, zijn in millimeters.
| Maat             | M. p. pahari | M. p. gairdneri |
| ---------------- | ------------ | --------------- |
| Gewicht          | 22,8         | 26,4            |
| Kop-romplengte   | 86,6         | 92,1            |
| Staartlengte     | 90,9         | 84,1            |
| Achtervoetlengte | 20,50        | 20,94           |
| Schedellengte    | 24,46        | 24,78           |